# Opisthion
Het opisthion is een punt op het achterhoofdsbeen, gelegen op het midden van de achterrand van het foramen magnum. Het middelste punt aan de voorste rand van het achterhoofdsgat wordt basion genoemd.
Het opisthion wordt veel gebruikt door biologisch antropologen en paleoantropologen bij craniometrie.